# Quartel-general do Corpo de Reação Rápida - França

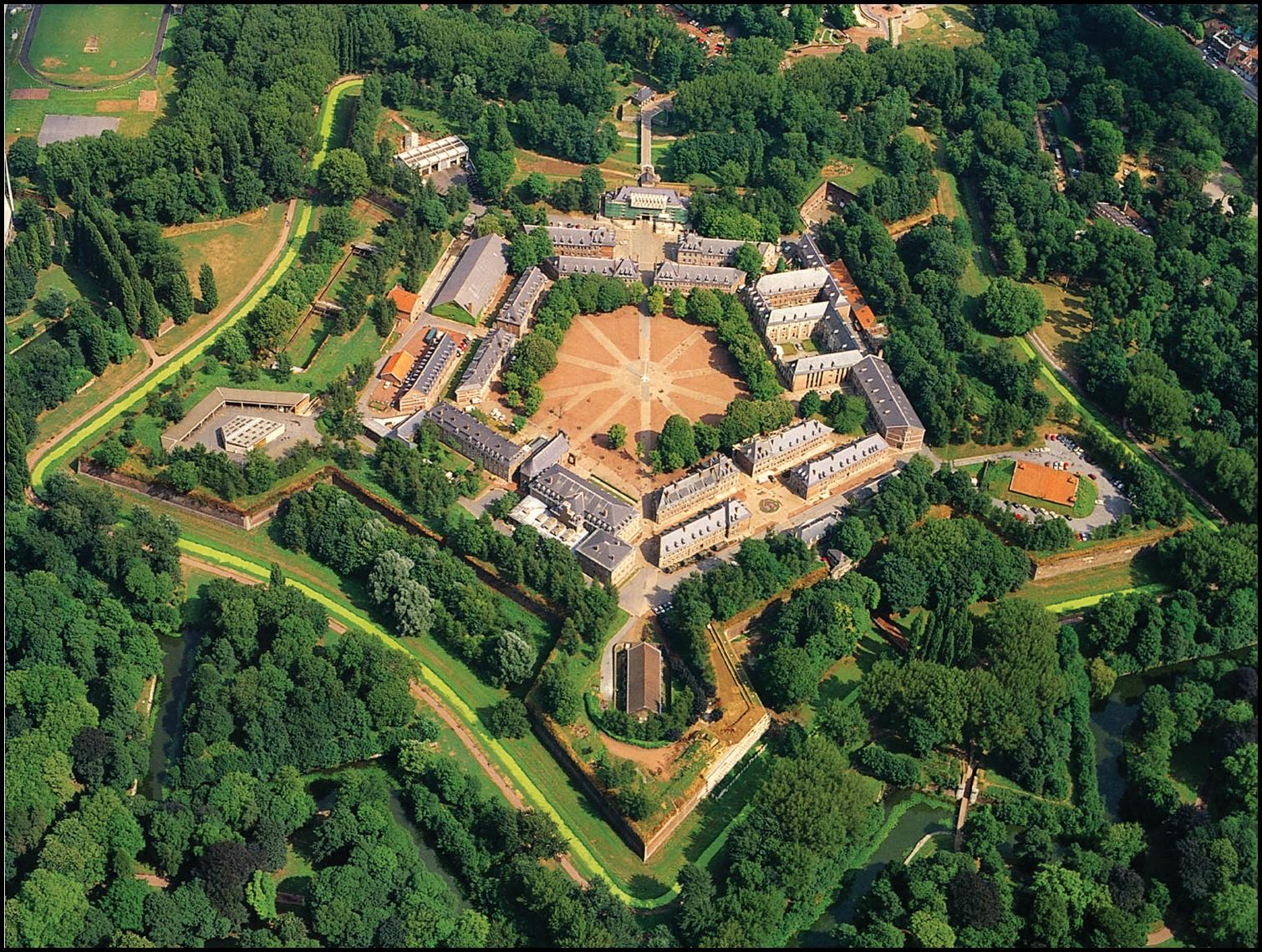
Vista aérea da Cidadela de Lille

O Quartel-general do Corpo de Reação Rápida — França (em inglês:  Rapid Reaction Corps — France, RRC-FR; em francês:  Corps de réaction rapide — France; CRR-Fr) é um comando francês do exército, certificado pela OTAN e capaz de comandar uma força terrestre, nacional ou multinacional, com efetivos entre 5.000 e 60.000 homens.
Foi criado em 1º de julho de 2005, constituído por 400 militares e civis oriundos de 13 nações, o HQ RRC-FR está sediado em Lille e ocupa as instalações de uma cidadela do século XVII, conhecida em França como “a Rainha das Cidadelas”, desenhada pelo famoso Marechal Vauban.
Com elevado grau de prontidão, flexível e aberto ao mundo, o HQ RRC-FR é por excelência uma organização desenhada para lidar com a complexidade das atuais operações militares.

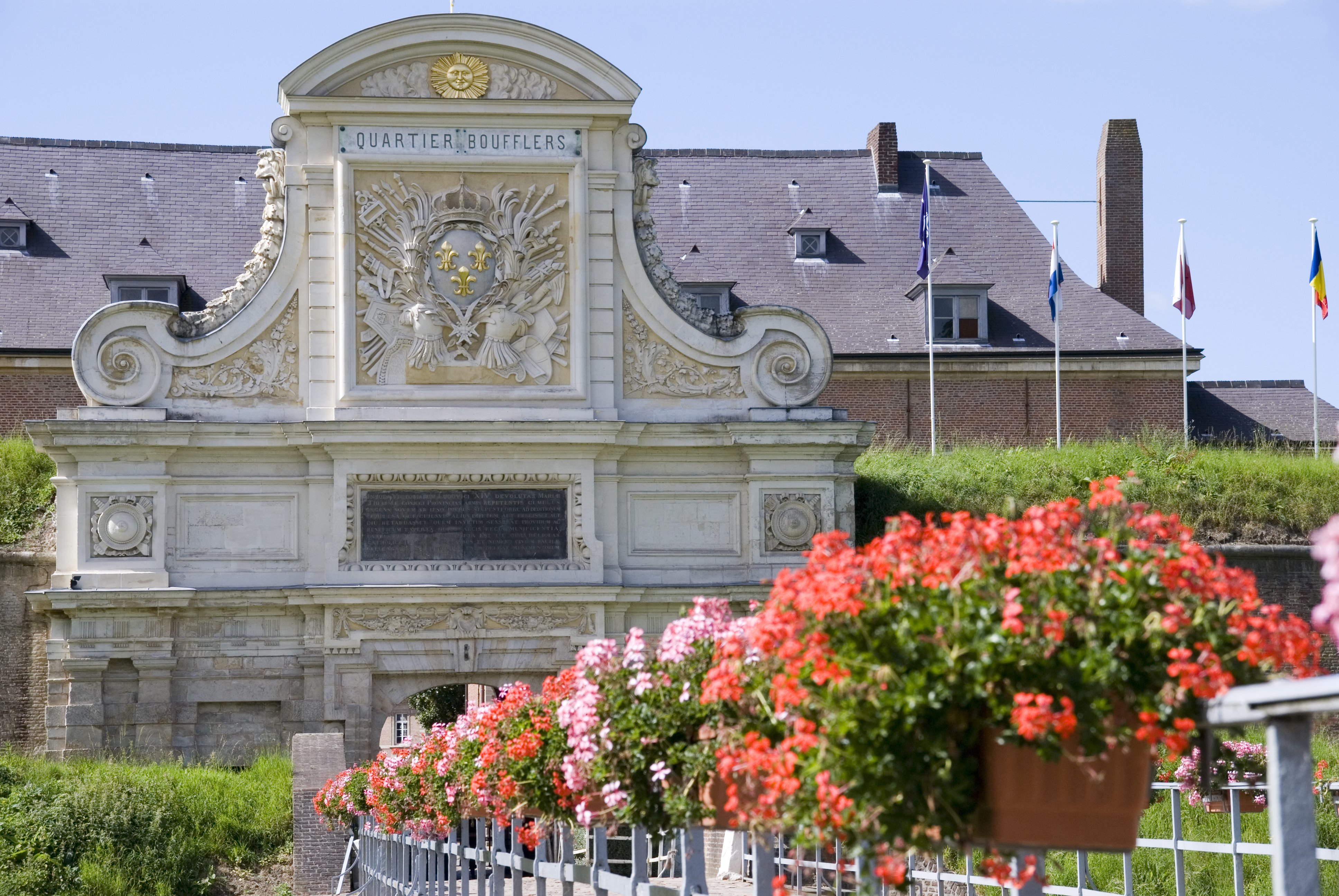
A porta real

## Prontidão
Após um detalhado exame das suas capacidades, o Quartel-general do Corpo de Reação Rápida-França foi certificado “High Readiness Force” (HRF) pela OTAN em Julho de 2007. Na Europa, apenas 7 Quartéis-generais estão certificados como tal. Uma vez em alerta, o HQ RRC-FR tem a capacidade de enviar equipas de reconhecimento para o teatro de operações, durante as primeiras 48 horas. Após a decisão política para o empenhamento da força, um primeiro Posto de Comando ligeiro estará operacional no terreno em menos de 10 dias.

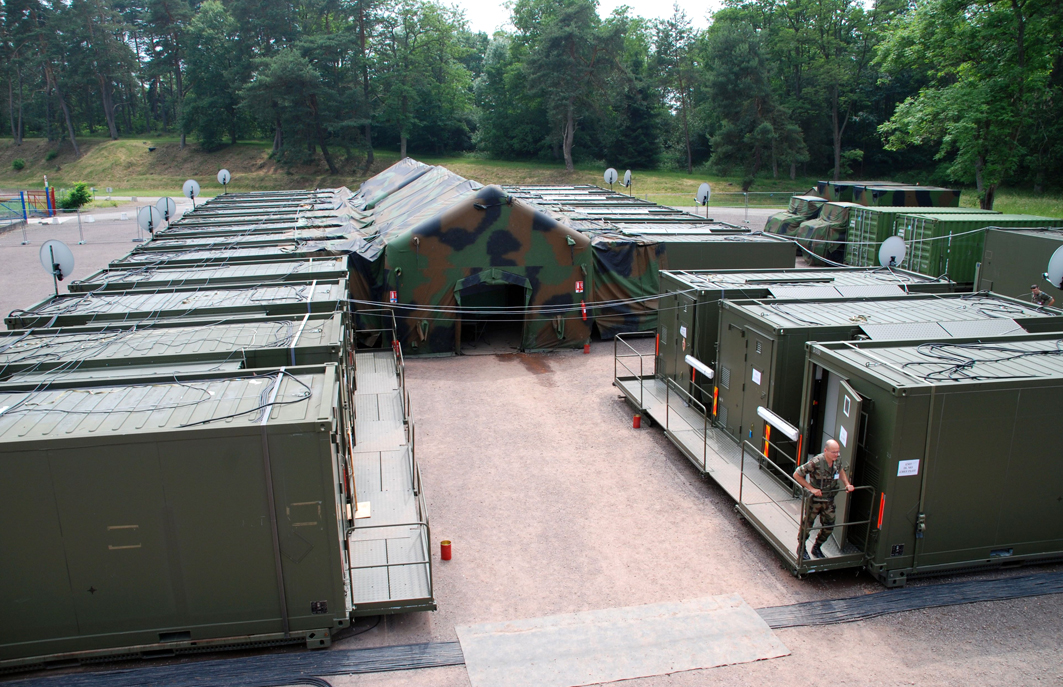
Bivaque do Posto de Comando

## Flexibilidade
HQ RCC-FR é capaz de executar um largo espectro de missões, desde uma operação de entrada de uma força em determinado território até a condução de operações de estabilização Pode ser empenhado num ambiente internacional, num quadro OTAN ou da União Europeia, ou numa perspectiva nacional. 
Desde a sua criação, os compromissos assumidos pelo HQ RRC-FR foram os seguintes:
- De 1 de Julho a 31 de Dezembro de 2008, período de prontidão como componente terrestre da OTAN Response Force (NRF11).
- De Janeiro a Maio de 2009, parte dos militares do seu Estado-Maior reforçaram a Força Europeia (EUFOR) no Chade e na República Centro Africana.
- De Agosto 2010 a Janeiro 2011, cerca de 180 militares (entre os quais cerca de 30 aliados) foram projetados para o teatro de operações do Afeganistão a fim de guarnecerem o Quartel-General da ISAF (International Security Assistance Force) (https://web.archive.org/web/20130429230918/http://www.isaf.nato.int/) e o Quartel-general da ISAF de nível tático (ISAF Joint Command – IJC).

No processo de planeamento da OTAN para a operação no Afeganistão, os Quartéis-generais certificados pelo OTAN (onde se inclui o HQ RRC-FR) contribuem regularmente para as rotações do pessoal da ISAF.

## Abertura ao Mundo
O HQ RRC-FR completa o leque de Quartéis-Generais franceses dedicados à componente terrestre. A sua criação permite à França contribuir, de acordo com a sua posição e empenhamento, para a comunidade internacional, mantendo ao mesmo tempo os requisitos de segurança e defesa nacional e no quadro da UE e da OTAN.
Como Quartel-General multinacional subordinado ao Comando das Forças Terrestres (CFT) do Exército francês sediado também em Lille, o HQ RRC-FR está aberto à participação dos países membros da UE e da OTAN (16% do seu efetivo). Apesar de localizado em França a língua de trabalho é o inglês.
Num cenário de crise, o HQ RRC-FR poderá ser reforçado com pessoal francês e Aliado de forma a atingir um efetivo até 750 militares e civis. Este reforço permitir-lhe-á conduzir operações de alta intensidade durante longos períodos.

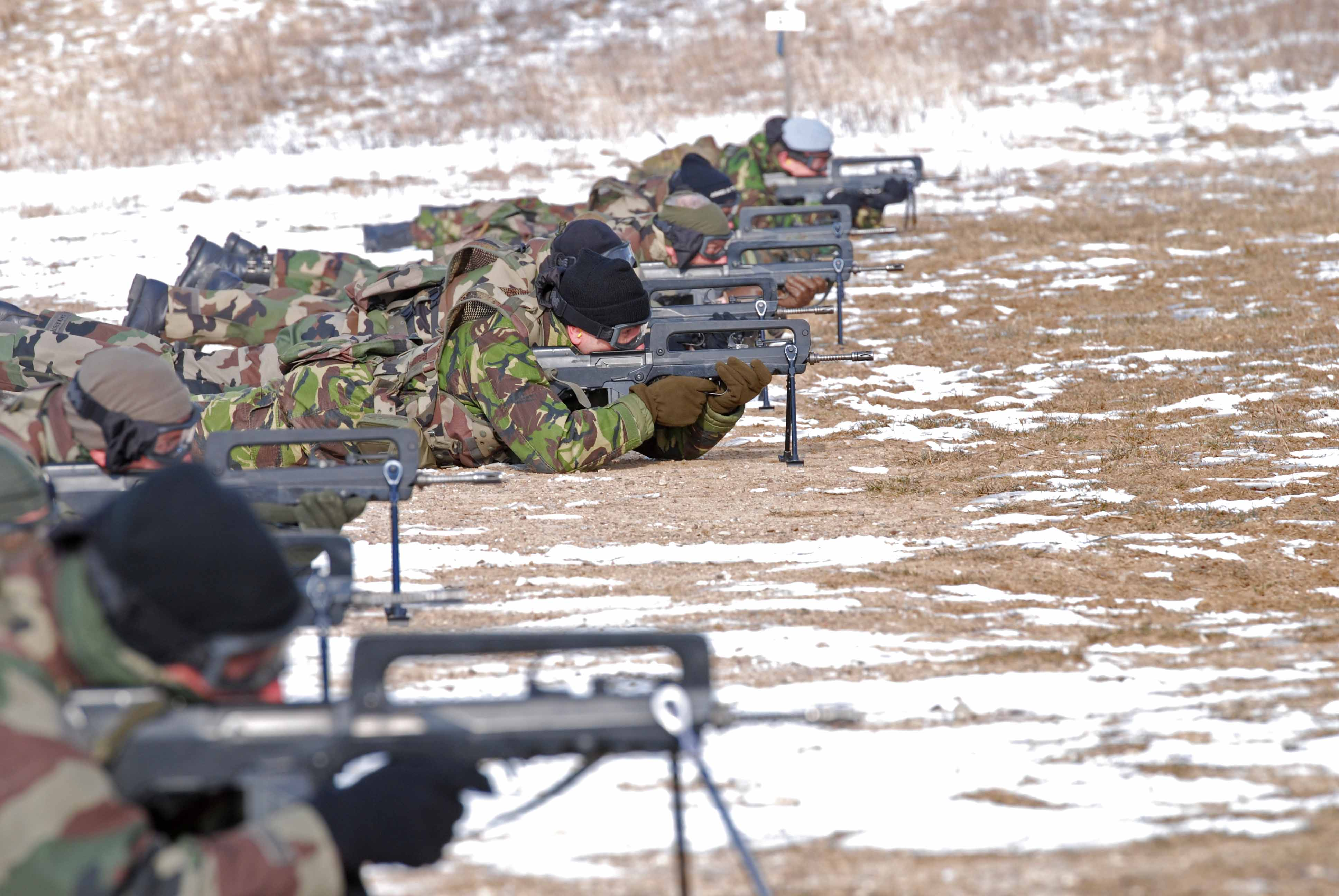
Sessão de tiro

## Enfoque

### 12 Nações participantes
Para além da França, o HQ RRC-FR conta com a participação de 12 nações aliadas. Estas contribuem de forma permanente com cerca de 70 militares para o Estado-maior do Quartel-general. Tudo é feito de forma a tirar partido da experiência militar de cada nação. A constante troca de conhecimentos e experiências é facilitada pelo uso do inglês como língua de trabalho.
Membros da OTAN e da UE (efetivos)
- Bélgica
- Bulgária
- Alemanha
- Grécia
- Itália
- Países Baixos
- Portugal
- Roménia
- Espanha
- Reino Unido

Membros da OTAN (efetivo)
- Turquia
- Estados Unidos

## Século XXI
As instalações do HQ RRC-FR estão equipadas com fibra óptica, sendo consideradas as melhores do Exército francês. Dentro das muralhas do século XVII foram instalados 300 km de fibra e existem 18 redes (francesas e OTAN) de computador e telefónicas. 
Todas estas redes podem ser conectadas através de ligação satélite a um teatro operacional, possibilitando ao HQ RRC-FR a capacidade de Comando e, se necessário, a montagem de um Posto de Comando com base na Cidadela, graças ao Home Base Operational Center (HBOC).
De momento, o HQ RRC-FR beneficia da única ligação telefónica direta de França para a rede OTAN. Uma equipa especializada é responsável por montar, manter e operar estas redes de forma permanente, o que confere ao HQ RRC-FR plena autonomia quando comparado com outros Quartéis-generais. 
Quando projetado, o RRC-FR tem a capacidade de montar até 5.000 m² de tendas, 450 contentores posto de comando modulares, 70 km de cabo elétrico, 120 km de fibra óptica e 1600 computadores.

## Encruzilhada estratégica
Situado entre Paris, Bruxelas (Sedes da OTAN e UE), Mons (Quartel-general do SHAPE) e Estrasburgo (Parlamento europeu), o HQ RRC-FR está idealmente localizado entre estes centros de decisão.